# Hunting Valley (Ohio)
Pour les articles homonymes, voir Hunting (homonymie).
Hunting Valley est un village du comté de Cuyahoga, dans l’État de l'Ohio. Lors du recensement de 2010, sa population s’élevait à 705 habitants. Lors du recensement de 2000, il était classé en 6e position dans le classement par revenus les plus élevés aux États-Unis et le lieu le plus riche de l'Ohio avec un revenu moyen annuel des ménages de 373 181 dollars.

## Personnalités
- David Sinton Ingalls est mort à Hunting Valley.

- Jason Garrett a étudié à Hunting Valley.

## Culture
- Hunting Valley est la source d'inspiration de la ville fictive décrite dans le roman La Vie secrète des épouses fortunées (en) de Sarah Strohmeyer[2].